# Antagonista de la serotonina
Un antagonista de la serotonina, o antagonista del receptor de la serotonina, es un fármaco que se utiliza para inhibir la acción de la serotonina e incluye fármacos serotoninérgicos que actúan en los receptores de la serotonina (5-HT).

## Clasificación

### Antagonistas de 5-HT2A
Los antagonistas del receptor 5-HT2A se usan a menudo como antipsicóticos atípicos (en contraste con los antipsicóticos típicos, que son puramente antagonistas de la dopamina).
Incluyen, entre otros:
- La ciproheptadina bloquea al receptor 5-HT2A, H1 y es un anticolinérgico leve.
- La metisergida es un antagonista 5-HT2A y un bloqueador no selectivo del receptor 5-HT 1. Provoca fibrosis retroperitoneal y fibrosis mediastínica.[cita requerida]
- La quetiapina bloquea 5-HT2A, 5-HT1A, receptores de dopamina D1 y D2, el Receptor de histamina H1 y los adrenorreceptores A1.

#### Antagonistas 5-HT2A/2C
- Ketanserina, antihipertensivo. Bloquea adrenorreceptores 5-HT2A, 5-HT2C y Alfa 1.
- Antipsicótico risperidona
- trazodona
- Nefazodona

### Antagonistas de 5-HT3
Otra subclase consta de fármacos que actúan selectivamente en los receptores 5-HT 3 y, por lo tanto, se conocen como antagonistas de 5-HT <sub id="mwRw">3</sub> . Son eficaces para tratar la emesis inducida por la quimioterapia y las náuseas y los vómitos posoperatorios .
Incluyen, entre otros:
- Dolasetrón
- Granisetrón
- ondansetrón
- Palonosetrón
- Tropisetrón

Se han considerado otros antagonistas de 5-HT 3 para su uso en el tratamiento del síndrome del intestino irritable :
- Alosetrón
- Cilansetrón

Además, el antidepresivo mirtazapina actúa como antagonista de 5-HT 3 .

### Antagonistas no selectivos de 5-HT
Aunque algunos antagonistas de la serotonina no selectivos pueden tener una afinidad particular por un receptor 5-HT específico (y, por lo tanto, pueden enumerarse a continuación, por ejemplo, metisergida), también pueden poseer una acción no selectiva generalizada.
Incluyen, ente otros:
- Clorpromazina
- Ciproheptadina
- Metergolina
- Metisergida
- Mianserina
- mirtazapina
- Oxetorona
- Pizotifeno
- Propranolol
- Ritanserina
- Spiperona

### Antihistamínicos con actividad antiserotoninérgica
- Carbinoxamina
- Ciproheptadina
- Hidroxicina
- Metdilazina
- Pizotifeno
- Prometazina
- Pizotifeno es un antagonista de 5-HT 2C, bloqueante H1 y anticolinérgico útil en la profilaxis de la migraña .[cita requerida] También se utiliza en el tratamiento de la migraña.
- Oxatomida
- Oxetorona que también se usa en el tratamiento de la migraña.
- Ketotifeno

### Otros
- Fenclonina ( para -clorofenilalanina; PCPA) Inhibidor de la síntesis de serotonina que se ha utilizado en el tratamiento del síndrome carcinoide.
- La matricaria[2] es una hierba utilizada tradicionalmente para las migrañas (contiene partenolida[3] ).
- Reserpina: Reduce las reservas de serotonina en el cerebro, el corazón y muchos otros órganos y se ha utilizado en la hipertensión y la psicosis.
- Gamma-mangostin de la Garcinia mangostana[4]